# Véres hármas
A Véres hármas (eredeti cím: Triple Threat) 2019-es harcművészeti-akciófilm, melyet Jesse V. Johnson rendezett. A főszereplők Tony Jaa, Iko Uwais, Tiger Chen, Scott Adkins, Michael Jai White, Michael Bisping, Celina Jade és Jeeja Yanin.
2019. március 19-én került bemutatásra, Magyarországon DVD-n jelent meg szinkronizálva július elején.
A film általánosságban vegyes véleményeket kapott a kritikusoktól, dicsérve a harci koreográfiát és a leadott előadásokat, ugyanakkor kritizálták a filmtörténetet. A Metacritic oldalán a film értékelése 60% a 100-ból, ami 4 véleményen alapul. A Rotten Tomatoeson a Véres hármas 67%-os minősítést kapott, 27 értékelés alapján.

## Cselekmény
Deveraux (Michael Jai White) felfogad plusz két zsoldost, Payu-t és Long Fei-t, hogy Thaiföldre utazzanak egy humanitárius küldetésre, az ott tartózkodó bizonyos foglyok kiszabadítására. Payu és Long Fei ismeretlenül segíti Deveraux-t és csapatát (Mook, Joey, Steiner és Dom), ám a valódi céljuk az volt, hogy felszabadítsák Collins (Scott Adkins) nevű vezetőjüket, aki tömeges terrorista. Deveraux és a csapat öldöklésbe kezd tüzet nyitva a falu lakóira, beleértve Jakát (Iko Uwais) is, aki a feleségét többszörös lövéssel elveszti. Az elkövetkezendő káosz alatt Payu és Jaka harcolni kezdenek, de mielőtt a győztest meg lehetne határozni, Mook kettéválasztja őket egy gránátvetővel, melytől a férfi súlyosan megsérül és elájul. Deveraux kiszabadítja Collinst a cellából, és ő bosszúból megöli a kapitányt. Deveraux véget vet Payu és Long Fei további segítésének és mindkettejüket az egyik cellába zárja. Collins parancsára bombát dobnak a falura, hogy elégessék a bizonyítékokat. Payu és Long Fei kiszabadulnak, majd szabadon engedik a foglyokat, és alighogy megmenekülnek. Ezt követően, Jaka felébred és végig néz a faluján, ekkor eltemeti eltemeti halott feleségét és az embereket. Megesküszik, hogy bosszút áll, akik felelősek mindenért.
Néhány nappal később, Jaka információt kap arról, hogy Maha Jaya-ban Payu és Long Fei részt vesznek egy illegális bokszmérkőzésen. Miután Payu legyőzi ellenfelét, Jaka és a Long Fei szembesülnek. Long Fei győzedelmeskedik Jaka felett, de Payu felismeri őt, mint egy pár nappal ezelőtti harcban a faluból. Jaka meggyógyítása és megetetése után, Jaka leitatja a duót, majd kihívja a rendőrséget, akik letartóztatják őket és a Központi rendőrállomásra viszik. Egy Tian Xiao Xian nevű nő érkezik Maha Jaya-ba. Xiao Xian azt tervezi, hogy pénzt adományoz jótékonyságból, hogy segítsen megtisztítani a korrupciót a városban. Su Feng megparancsolja Collinsnak és a csapatnak, hogy öljék meg őt, mivel Xiao Xian akadályozza Su Feng bűncselekményeit. Madame Liang azt tervezi, hogy Xiao Xian-t a kínai nagykövetségre viszi, azonban Collins és a csapat megérkezik, majd tűzharc kerekedik, ahol Liang megsérül.

## Szereplők
| Szerep            | Színész              | Magyar hang         |
| ----------------- | -------------------- | ------------------- |
| Payu              | Tony Jaa             | Markovics Tamás     |
| Jaka              | Iko Uwais            | Baráth István       |
| Long Fei          | Tiger Chen           | Márkus Sándor       |
| Collins           | Scott Adkins         | Makranczi Zalán     |
| Devereaux         | Michael Jai White    | Petridisz Hrisztosz |
| Joey              | Michael Bisping      | Varga Rókus         |
| Tian Xiao Xian    | Celina Jade          | Kis-Kovács Luca     |
| Mook              | Jeeja Yanin          | Tamási Nikolett     |
| Steiner           | Ron Smoorenburg      | Fekete Zoltán       |
| Dom               | Dominique Vandenberg | Barabás Kiss Zoltán |
| Jaka felesége     | Sile Zhang           | eredeti nyelven     |
| Madame Liang      | Jennifer Qi Jun Yang | ?                   |
| Su Feng           | Monica Mok           | ?                   |
| Fei Chen riporter | Selina Lo            | ?                   |